# Stade Omar-Hamadi
 (septembre 2019).
Si vous disposez d'ouvrages ou d'articles de référence ou si vous connaissez des sites web de qualité traitant du thème abordé ici, merci de compléter l'article en donnant les références utiles à sa vérifiabilité et en les liant à la section « Notes et références ».
Le stade Omar-Hamadi (en arabe : ملعب عمر حمادي), anciennement stade Roger-Lapergue et stade de Bologhine, est un stade de football situé à Bologhine, au nord d'Alger. Construit en 1935, l'enceinte accueillait alors les rencontres de l'AS Saint-Eugène, équipe composée de pieds-noirs basée à Saint-Eugène, ancien nom de la commune de Bologhine. Depuis l'indépendance de l'Algérie en 1962, le stade est la résidence de l'USM Alger et partiellement du MC Alger.
Le stade est bordé par la mer Méditerranée au nord, la basilique Notre-Dame d'Afrique au sud, et par les communes de Bab El Oued et de Raïs Hamidou, respectivement à l'est et à l'ouest.
La capacité du stade est d'environ 15 000 places. La pelouse est en gazon synthétique de quatrième génération. Le stade Omar-Hamadi connait plusieurs expansions en 1957 et 2000, ainsi que la démolition d'une tribune en 2003.

## Histoire
Le stade communal de Saint-Eugène (stade Roger-Lapergue) fut inauguré le 19 janvier 1919. Il avait été construit au départ avec deux tribunes latérales et une salle des fêtes.
L'Association sportive saint-eugènoise (ASSE), créée le 1er janvier 1908, recevait ses adversaires sur la pelouse du stade communal dont elle avait la priorité, le Mouloudia Club d'Alger (MCA) et l'Olympique musulmane de Saint-Eugène devaient se contenter des quelques créneaux que lui laissait l'équipe pied-noire qui était favorisée par l'administration coloniale.
Plusieurs joueurs célèbres foulent la pelouse du stade de Saint-Eugène. C'est notamment le cas de Kopa, Piantoni, Glowaski, Jonquet, Panverne et Colonna.
En dehors du football, le stade de Saint-Eugène a eu à accueillir des compétitions de différentes disciplines telles que : le stock car (course de voitures), le handball à onze, le Moto-Ball ainsi que des activités extra sportives telles que des projections de cinéma en plein air.
En 1957, la troisième tribune sera construite, composée de deux tribunes superposées du côté sud, arquées et reliant les deux tribunes originelles, cette nouvelle tribune donnera un aspect moderne au stade municipal.
Après l'indépendance de l'Algérie en 1962, le stade de Saint-Eugène prend le nom de Bologhine, nouvelle appellation de la commune.
La tribune supérieure du stade fut sérieusement endommagée au niveau des piliers lors du séisme de 1980 qui a ravagé la ville d'El-Asnam (actuellement Chlef) et elle est restée depuis interdite d'accès au public et finit - après d'interminables travaux- par être démolie en 2003.
En 1998, le stade de Bologhine prit le nom de feu-Omar Hamadi, ancien dirigeant du club et révolutionnaire de la première heure (il fut condamné à mort pendant la guerre de libération nationale) et qui a été tragiquement assassiné avec ses deux fils à Bouzareah (Alger) par un groupe terroriste en 1995.
En 2000, une nouvelle tribune fut construite afin d'élargir la capacité d'accueil du stade, qui passa ainsi de 10 000 à 30 500 spectateurs, l'USM Alger le club qui détient la concession du stade a également investi dans la mise en place d'infrastructures nécessaires à la récupération et à l'entraînement des joueurs : sauna, salle de sport et restaurant.